# Kirtan
 (septembre 2017).
Le kirtan (ou en ITRANS Kirtanam, du sanskrit kîrtana), peut avoir plusieurs significations selon l'interprétation choisie du sanskrit. Les différentes flexions sont :
1. Chant.
2. Second mode des neuf modes de pratique du bhakti yoga.
3. « Prière à Dieu[1] » : désigne les chants dévotionnels dans diverses traditions spirituelles de l'Inde et du Bangladesh, accompagnés à l'harmonium et au tablâ[2].

## Dans le sikhisme
Le kirtan, un terme sanskrit signifiant "louange" ou "éloge funèbre", est une pratique dévotionnelle importante dans plusieurs traditions spirituelles de l'Inde, notamment le sikhisme et l'hindouisme.
Dans le sikhisme, le kirtan, souvent abrégé de shabad kirtan, est une musique dévotionnelle et rituelle qui met en musique le shabad, ou Verbe sacré, généralement issu des écritures sikhes, en particulier du Guru Granth Sahib. Cette tradition musicale, qui a commencé en 1521 avec Guru Nanak, utilise des éléments de la musique hindoustanie, y compris certains râgas et instruments comme le tabla (percussions) et l'harmonium. Les gurbanis, ou paroles des Gurus du sikhisme, sont les seuls textes joués dans ce cadre.
Chez les sikhs, le kirtan est une forme de méditation et un moyen d'enseignement spirituel et de communication avec le divin. Les Gurus sikhs se voyaient comme des troubadours ou des poètes du Seigneur, et leur enseignement est transmis à travers le kirtan.
Cette pratique est codifiée dans le Rehat Maryada, le code de conduite sikh, et est centrale dans les prières quotidiennes sikhes, qui peuvent aussi être récitées sans musique. Une maxime sikhe illustre l'importance du kirtan : « Le Kirtan réel est réalisé au quotidien à travers ses mots, ses pensées, ses actions ».
Dans les gurdwaras (temples sikhs), il est traditionnel de trouver quatre services de kirtan par jour. Ces services sont répartis tout au long de la journée, avec des séances tôt le matin, en milieu de matinée, au coucher du soleil et en soirée.
Dans les villages, où les ressources peuvent être limitées, un seul chanteur ou musicien peut animer le kirtan. La danse est interdite pendant ces cérémonies, et l'accent est mis sur les paroles et leur signification plus que sur tout autre élément ornemental.